# Escola Profissional da Região Alentejo
A Escola Profissional da Região Alentejo (EPRAL) é um estabelecimento privado de ensino, situado na cidade de Évora, em Portugal. Fundada em 1990, a instituição dedica-se à formação de jovens e adultos, com vista à obtenção de uma qualificação profissional e ao prosseguimento de estudos. A EPRAL é tutelada pela Fundação Alentejo, entidade sem fins lucrativos com intervenção nas áreas da educação e desenvolvimento regional.

## História
Criada no início da década de 1990, num contexto de expansão do ensino profissional em Portugal, a EPRAL procurou desde cedo responder às necessidades de formação técnica da região do Alentejo. Com o apoio de entidades locais e em articulação com o tecido empresarial, afirmou-se como uma referência regional, acompanhando a evolução tecnológica e pedagógica ao longo dos anos.

## Oferta formativa
A escola oferece cursos de nível secundário (nível 4 do Quadro Europeu de Qualificações), com uma forte componente prática e estágios curriculares em empresas. A sua oferta inclui áreas técnicas orientadas para a empregabilidade e a inovação:
- Técnico de Multimédia
- Técnico de Comunicação e Serviço Digital
- Técnico de Cozinha / Pastelaria
- Técnico de Restaurante / Bar
- Técnico de Instalação e Gestão de Redes
- Técnico de Audiovisuais
- Técnico Auxiliar de Saúde
- Técnico Auxiliar de Ação Educativa
- Técnico Programador de Informática

Os cursos têm a duração de três anos e conferem dupla certificação: escolar e profissional.

## Projetos e internacionalização
A EPRAL integra o programa Erasmus+, promovendo estágios profissionais em países da União Europeia. Participa também em projetos europeus e nacionais centrados na inclusão, nas competências digitais e na inovação no ensino profissional.
Recebeu em 2019 uma comitiva da Comissão Europeia no âmbito de projetos educativos.

## Instalações e recursos
O estabelecimento dispõe de instalações modernas e adaptadas às exigências da formação profissional, incluindo:
- Salas de aula com recursos digitais interativos
- Laboratórios técnicos e oficinas práticas
- Biblioteca e espaços de estudo
- Refeitório e zonas de lazer
- Acessibilidade para pessoas com mobilidade reduzida

## Entidade gestora
A EPRAL é gerida pela Fundação Alentejo, entidade com larga experiência no setor educativo fundada por Fernanda Ramos (Portugal), que atua em projetos de âmbito local, regional, nacional e europeu, promovendo a qualificação dos recursos humanos e a coesão territorial.